# Кефкен (острів)
Кефкен (тур. Kefken Adası), раніше — Дафнусія (дав.-гр. Δαφνουσία) — острів біля турецького узбережжя Чорного моря, в районі Кандира ілу Коджаелі.
Населення за переписом 2012 року — 1364 людини.

## Історія
У давнину входив до складу Афінського морського союзу (431 році до н. е..). В античні часи мав також назви Аполлонія і Тініас (остання етимологізується або від назви риби тунець, або від стародавнього народу тінів (віфінів)).
Пізніше належав Римської імперії, потім — Східній Римській імперії (Візантії) з 395 року по 1204 рік. На острові існувало єпископство, відомий мученик єпископ Сава (IX століття). В 1204 році острів увійшов до складу Латинської імперії, а в 1262 знову увійшов до складу володінь греків. В 1310-ті роки захоплено османським полководцем Акчакоджа-беєм, але в 1328 році повернуто візантійцями. Деякий час був у володінні генуезців. Але після падіння Константинополя в 1453 році острів перейшов у підпорядкування до Османської імперії. У 1918—1921 був під британською окупацією.